# アルウィウム
アルウィウム（Arwium）は、古代メソポタミア、キシュ第1王朝の王。

## 略歴
シュメール王名表によると、キシュ第1王朝（紀元前2900年頃以降）の12代目の王であり、前王・マシュダの息子。
エタナ以前の王と同様、動物に因んで名付けられた。アルウィウムはアッカド語でオスのガゼル（male gazelle）を意味する。